# Musée royal de l'Armée et d'Histoire militaire

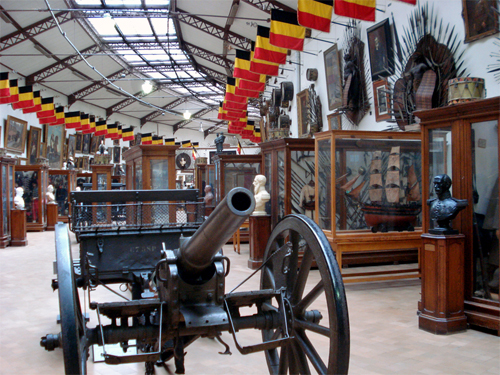
Utställningshall.

Musée royal de l'Armée et d'Histoire militaire (nederländska: Koninklijk Museum van het Leger en de Krijgsgeschiedenis) är Belgiens militärhistoriska museum. Det ligger i centrala Bryssel, sedan 1923 i en byggnad i Parc du Cinquantenaire. Museets samling har sitt ursprung i Världsutställningen i Bryssel 1910. Museet är uppdelat i en militärhistorisk del och en flygdel och uppvisar en stor mångfald i utställningsobjekt. Man visar bland annat ett stort antal militära flygplan, stridsvagnar, uniformer och vapen från den belgiska militärens vapenslag men har även utställningar om Belgiens fallskärmstrupper och Sabena. Bland sektionerna finns Österrikiska Nederländerna, Belgien under 1800-talet, Vapen från 1800-talet, första världskriget, det ryska rikets skatter och andra världskriget. Museet har även ett dokumentationscentrum med bibliotek och arkiv.